# Oliver megye
Oliver megye az Amerikai Egyesült Államokban, azon belül Észak-Dakota államban található. Megyeszékhelye és legnagyobb városa Center. Lakosainak száma 1877 fő (2020. április 1.). Oliver megye McLean, Burleigh, Morton és Mercer megyékkel határos.

## Népesség
A megye népességének változása:
| Lakosok száma | 1834 | 1844 | 1835 | 1874 | 1846 | 1877 |
|               | 2010 | 2011 | 2012 | 2013 | 2015 | 2020 |